# 선거 공영제
선거 공영제는 선거운동을 국가나 지방자치단체가 관리하여 선거운동에 있어서 기회균등을 보장하고 선거비용의 일부 또는 전부를 국가가 부담함으로써, 선거의 공정을 기함과 동시에 자력(資力)이 없는 유능한 후보자의 당선을 보장하려는 제도이다. 유권자들이 후보자의 자질과 능력을 고려하여 선거를 치러야 하며, 후보자 또는 정당의 정치자금 내지 재력에 의존하지 않아야 한다는 원칙 하에 당선자 내지 일정 비율 이상의 득표를 한 후보자에 대해서는 선거비용의 전액 또는 일부를 보전할 수 있도록 함으로써, 선거비용의 부담이 후보자로 나서는 것을 가로막지 못하게 하고 있다.

## 선거비용의 보전 사건
선거비용의 보전 사건은 공직선거법 제122조의2 등 위헌확인에 대한 대한민국 헌법재판소 판례이다.
선거공영제의 내용과 선거비용 보전의 요건은 우리의 선거문화의 풍토, 정치문화 및 국가의 재정상황과 국민의 법감정 등 여러 가지 요소를 종합적으로 고려하여 입법자가 정책적으로 결정할 사항이라 할 것이다. 따라서 선거비용 보전의 요건과 내용을 규정하는 것은 입법자에게 넓은 입법형성권이 인정되는 사항이므로, 이 사건 법률조항이 평등권을 침해하는지 여부를 심사함에 있어서는 차별취급이 재량권의 한계를 벗어나는지 여부에 관한 합리성 심사를 하면 족하다.
선거는 국가의 존속과 국민 전체의 이익을 위하여 국가의 공적 업무를 수행할 국민의 대표자를 선출하는 행위이므로 이에 소요되는 비용은 원칙적으로 국가가 부담하는 것이 바람직하다. 선거에는 막대한 비용이 소요되므로 이를 부담할 국가의 재정상황을 고려하여야 함은 물론 현재의 정치상황과 선거문화를 고려하여 국가가 부담하는 비용이 무분별하게 사용되지 않도록 적절한 조치를 취하여야 하는 것이다. 진지한 공직 취임의 의사가 없거나 선거를 개인적인 목적에 악용하려는 사람들이 자유롭게 입후보할 수 있게 되어 후보자가 난립하게 된다.
다만 선거공영제의 취지에 반하여 그 기준이 자의적으로 지나치게 높게 설정한 것이 아닌지 문제되는데 이 사건 법률조항이 설정하고 있는 기준이 자의적으로 높은 것이라거나 그로 인하여 선거공영제의 취지에 위배된 결과를 초래한다고 할 수 없다. 이 사건 법률조항으로 인하여 후보자가 보전받지 못하게 되는 선거비용은 후보자가 개인적으로 지출한 것이고, 국가가 직접 부담한 선거비용까지 후보자의 부담으로 되는 것은 아니다.